# Todirești, Iași
Todirești là một xã thuộc hạt Iași, România. Dân số thời điểm năm 2002 là 6963 người.